# Ружичаста боја
Ружичаста или розе, јесте светла нијанса црвене боје. Име је добила по цвету ружи (лат. rosa). Њена РГБ вредност је 255, 192, 203, а хексадецимални запис гласи #FFC0CB. Ружичаста боја дуго није била јасно одређена. Некада се говорило инкарнацо, или боја пути. Током 18. века добија своју симболику поставши ублажена црвена, лишена ратничких конотација.
Розе је први пут употребљено као назив боје крајем 17. века. Према истраживањима у Европи и Сједињеним Државама, ружичаста је боја која се најчешће повезује са шармом, љубазношћу, осетљивошћу, нежношћу, слаткоћом, детињством, женственошћу и романтиком. Комбинација ружичасте и беле асоцира на невиност, док комбинација ружичасте и црне повезује са еротизмом и завођењем. У 21. веку, ружичаста се сматра симболом женствености, иако то није увек било тачно; током 1920-их на розе се гледало као на боју која одражава мужевност.

## У природи и култури
- Разне нијансе ружичасте
- Ружичаста боја је добила име по цветовима званим розе, припадницима рода Dianthus.
- У већини европских језика, ружичаста се назива rose или роза, по цвету руже.
- Цветови трешње у Сендају, Мијаги, Јапан. На јапанском, реч за ружичасти цвет трешње је сакура-иро, а цветови брескве момо-иро.
- Велики ружичасти фламинзи у лету изнад језера Почарам у Андра Прадешу, Индија.

## Симболика и тумачења
Данас се у многим западним културама ружичаста боја држи за боју девојчица. Истраживања су потврдила да изложеност великим количинама ружичасте боје може имати смирујући ефекат на живце. Предуго излагање, међутим, може имати супротан учинак.
Ружичаста боја симболизује љубав без страсти. Ружичаста представља слаткоћу и невиност детета. У психологији, ружичаста је знак наде. То је позитивна боја инспирисана топлим и утешним осећањима, као да говори да ће све бити у реду.
Ружичаста, као и црвена, симболизује љубав. Међутим, црвена је боја страсти и акције, док се ружичаста веже уз романтику, утишава и смањује агресивност.
Разна испитивања су показала да људи који воле ружичасту боју су често мајчински типови, романтични, шармантни, смирени и нежни, понекад делују крхко, неискусно и наивно, као и то да имају недостатак самопоуздања и захтевају љубав.

## Мода
Другу страну ружичасте, везану за раздобље рококоа, представљају сентименталност и сладуњавост. Током 18. века пастелне су боје посебно цењене. Мода на француском двору била је склона јарким бојама и у доба када је црна боја била доминантна боја европске елите. За Мадам Помпадур, најпознатију представницу тог времена, веже се комбинација ружичасте и светлоплаве боје која се данас сматра типична за рококо.
Током историје, Мала деца и новорођенчад најчешће су били облачени у бело. Црвена боја је била мушка боја, а ружичаста, на неки начин, мала црвена. Исус Христос на неким сликама носи одећу ружичасте боје. Плава боја је од 12. века симбол за Девицу Марију, па је плава била више женска боја.
Подела на мушке и женске боје у западној култури, по којој је плава мушка, а црвена женска имала је традицију од доба реформације. Тек се у првој половини 20. века у западној култури усталио обичај да плава одећа симболизује дечаке, а ружичаста девојчице. Међутим, у другим цивилизацијама та пракса је непозната. Чини се да је њена примена била шира и интензивнија у САД, на западу и северозападу Европе, него у источноевропским и медитеранским земљама.
Појавом бојене дечије одеће мења се и симболика, па ружичаста постаје боја за девојчице, а плава за дечаке. Традиционална подела ружичасте за дечаке и плава за девојчице практиковала се у деловима Холандији, Белгији и Швајцарској до седамдесетих година двадесетог века.
Пинк тинк - крилатица из књиге Лин Перил, Ружичасто мишљење у којем ауторка истражујући популарну културу у раздобљу од 1940-их до 1970-их анализује тадашње поимање женствености и раширене родне стереотипе према којима је жена у првом реду супруга, мајка и домаћица. Симболика ружичасте у то доба се веже за особине које су тада биле типично женске: крхкост, нежност, брижност и површност. Животни интереси жена углавном су мода и производи који наглашавају такву женственост. За ружичасто мишљење кључно је стајалиште да је имитација таквог понашања пресудна за стварање праве женствености.
Популарна женска култура готово је искључиво ружичаста. Одрастање девојчица везано је за ружичасту. Од одеће за новорођенчад, преко Барби сетова, торби и привезака, до хигијенских уложака. 
У модној индустрији од 1980-их стереотипне боје за мушкарце и жене почињу се мењати. Прави се разлика између мушких и женских боја, као и боја за децу и одрасле.
Ружичасту су у доба рококоа носили и мушкарци и жене. Црква до 18. века није користила ружичасте материјале, јер су само бела, црвена, зелена, црна и љубичаста биле литургијске. Но, обичај је налагао да богате породице своју стару одећу поклањају цркви где се она прерађивала у литургијску одору.
Мушку склоност ружичастој потврђује то да је она 1879. постала литургијска боја. Од тада католички свештеници носе ружичасто мисно рухо на трећу атенску и трећу коризмену недељу.
Мушкарци нису само у доба рококоа носили ружичасто. Од средине 1950-их, ружичасту опет носе сви. Никад до тад није постојао тако широк асортиман предмета у ружичастој боји намењених мушкарцима, од доњег рубља, чарапа и ципела, до кожних јакни, кошуља и шешира. Модни стручњаци то објашњавају фасцинацијом нових хроматских могућности који је пружила савремена технологија.
Популаран Елвис Пресли упамћен је по ружичастим панталонама, као и ружичастом кадилаку. Уопште, те године су биле познате као време ведрине и радости, након Другог светског рата. Хипи култура је такође преузела ружичасту боју као боју отпора према војсци, устаљеним начинима размишљањима и тако даље.
Почетком 1960-их ружичаста се више не појављује у мушкој модној одећи, али у комбинацији са наранџасту представља једну од омиљених боја хипи генерације.
Откриће анелинских боја и њихова доступност утицале су на облачење сеоских жена. Почетком двадесетог века посебно је омиљена ружичаста боја која у сеоској култури облачења добија значење нове црвене.
Почетком 1920-их модни дизајнер Пол Пуаре уводи у моду нежне нијансе, укључујући боју руже, слеза и хортензије које су деловале нежно, испрано и неугледно. Но, мода се и даље мењала, те су пастелни тонови ускоро замењени јаркима, попут Шапарелинине фамозне шокантне ружичасте.

## Наука и природа

### Оптика
У оптици, реч „ружичаста“ може да се односи на било коју од бледих нијанси боја између плавичасто црвене до црвене нијансе, средње до високе светлине и ниске до умерене засићености. Иако се ружичаста генерално сматра нијансом црвене, боје већине нијанси ружичасте су благо плавичасте и леже између црвене и магенте. Неколико варијација розе, као што је боја лососа, нагиње наранџастој.

### Изласци и заласци сунца
Док зрак беле сунчеве светлости путује кроз атмосферу, неке од боја се распршују из зрака молекулима ваздуха и честицама у ваздуху. Ово се зове Рејлијово расејање. Боје са краћом таласном дужином, као што су плава и зелена, јаче се распршују и уклањају се из светлости која коначно стиже до ока. При изласку и заласку сунца, када је пут сунчеве светлости кроз атмосферу до ока најдужи, плава и зелена компонента се скоро потпуно уклањају, остављајући наранџасту, црвену и ружичасту светлост дуже таласне дужине. Преостала ружичаста сунчева светлост се такође може распршити капљицама облака и другим релативно великим честицама, које дају небу изнад хоризонта ружичасти или црвенкасти сјај.
- Излазак сунца на југоистоку Аљаске. Заласци и изласци сунца су понекад ружичасти због оптичког ефекта који се зове Рејлијево расејање.
- Залазак сунца у Санта Моници, Калифорнија.

### Геологија
- Ружичасти топаз из Оуро Прета, Бразил.
- Корунд, ружичасти сафир, из региона Додома у Танзанији
- Ружичаста боја међу рудама је релативно доста заступљена. Један од примера је калцит из Марока.
- Барит-родохрозит из аутономног региона Гуангси у Кини.
- Клинохлор из провинције Ерзерум, Турска
- Груби ружичасти кварц
- Државни парк Kоралне розе дине у Јути. Боја је од Навахо пешчара, црвенкастог хематита помешаног са белим зрнцима кварца
- Анђеоско слетање у Националном парку Зион у Јути направљен је од ружичастог пешчара.
- Ружичаста пешчана плажа на Тикеху у Француској Полинезији

### Биологија
- Шкољка врсте Strigilla carnaria из Доминике, у Западној Индији.
- Припадник врсте Antennarius ocellatus из Источног Тимора. Клоуновка је камуфлирана да изгледа као стена прекривена алгама или морском травом; она лежи непомично и чека да јој приђе плен.
- Ружичаста игуана са острва Галапагос је први пут идентификована 1986. године и први пут је препозната као посебна врста 2009. године.
- Ружичасти делфин је слатководни речни делфин који живи у системима река Ориноко, Амазон и Арагваја/Токантинс у Бразилу, Боливији, Перуу, Еквадору, Колумбији и Венецуели. То је угрожена врста и има мозак 40% већи од људског.
- Такозвани „бели слон” је поштован у неколико земаља југоисточне Азије и природно је ружичасто сив. Они су заправо албино слонови.
- Свиња је припитомљена пре више од десет хиљада година и селективно узгајана да би имала ружичасту кожу, без меланина, коју су фармери традиционално преферирали у односу на тамну боју.[17]
- Фламинзи у лагуни Колорада, Боливија. Ружичаста или црвенкаста боја фламинга потиче од каротеноидних протеина у њиховој исхрани животињског и биљног планктона. Нездрав или неухрањен фламинго, или онај који се држи у заточеништву и није храњен са довољно каротена, обично је блед или бео.
- Ружичаста кашикара у државном парку реке Мијака на Флориди. Њена ружичаста боја, као код фламинга, потиче од каротеноидних пигмената у исхрани.
- Lophochroa leadbeateri, познатији као мајор Мичелов какаду или ружичасти какаду, пореклом је из сушних унутрашњих региона Аустралије.
- Језеро Хилиер, Аустралија, боја је узрокована алгама

### Ружичаста боја меса и морских плодова
Сирова говедина је црвена, јер мишићи кичмењака, као што су краве и свиње, садрже протеин који се зове миоглобин, који везује атоме кисеоника и гвожђа. Када се говедина пече, протеини миоглобина пролазе кроз оксидацију, и постепено прелазе из црвене у ружичасту и у браон; односно од сировог до средње до добро печеног меса. Свињетина садржи мање миоглобина од говедине и стога је мање црвена; када се загреје, мења се од ружичасто-црвене до мање ружичасте до смеђе или беле.
Шунка, иако садржи миоглобин као говедина, пролази кроз другачију трансформацију. Традиционалне шунке, као што је пршута, праве се тако што се од свиње узме задњи бут или бедро, прекрије се морском сољу, која уклања влагу, а затим се остави да се суши или сазрева чак и до две године. Со (натријум нитрат) дозвољава шунки да задржи своју оригиналну ружичасту боју, чак и када се осуши. Шунке из супермаркета се праве другачијим и бржим поступком; саламурују се или се инфузирају раствором слане воде, који садржи натријум нитрит, који преноси азот-моноксид, који се везује за миоглобин да би формирао традиционалну ружичасту боју шунке.
Шкољке и месо ракова као што су крабе, јастози и шкампи садрже ружичасти каротеноидни пигмент који се зове астаксантин. Њихове шкољке, природно плаво-зелене, постају ружичасте или црвене када се кувају. Месо лососа такође садржи астаксантин, који га чини ружичастим. Лосос узгојен на фарми се понекад храни овим пигментима како би се побољшала њихова ружичаста боја меса, а понекад се користи и за побољшање боје жуманца.
- Печена говедина добија своју карактеристичну ружичасту боју од миоглобина, који постепено прелази из црвене у розе до браон (сирова до средње до добро печене) када се загреје.
- Пршута такође добија своју ружичасту боју од соли у комбинацији са природним протеином званим миоглобин.
- Љуске и месо парених шкампа садрже природни каротеноидни пигмент који се зове астаксантин, који постаје ружичаст када се загреје. Исти процес претвара куване јастоге и крабе из плаво-зелених у црвене када се кувају.
- Месо лососа је такође ружичасто обојено природним каротеноидним пигментом који се зове астаксантин.

### Биљке и цвеће
Ружичаста је једна од најчешћих боја цвећа; служи за привлачење инсеката и птица неопходних за опрашивање, а можда и за одвраћање предатора. Боја потиче од природних пигмената званих антоцијанини, који такође дају ружичасту боју малинама.
- Ружа розе боје је симбол љубави, захвалности и поетичне романтике.
- Павитина Chantilly.
- Ружичасти хибискус из Аустралије.
- Ружичасте лале у ботаничкој башти Московског државног универзитета.
- Ружичаста далија
- Ружичасти божур.
- Цвет стабла магнолије
- Розе рододендрон
- Цветови врсте Spiraea japonica.
- Дрво јапанске трешње (Prunus serrulata) у цвату.
- Ружичасти цветови зумбула
- Phlox paniculata

### Пигменти
У 17. веку, реч розе је такође коришћена за описивање жућкастог пигмента, који се мешао са плавим бојама да би се добиле зеленкасте боје. Томаса Џенерова Књига о цртању, минијатурама, прању (1652) категоризује „Розе & плави бајс“ међу зелене боје (стр. 38), и наводи неколико примеса зеленкастих боја направљених од ружичасте – нпр. „травно-зелена је направљена од розе и бајса, у сенци је индиго и розе ... Француско-зелена од розе и индига [у сенци]“ (стр. 38–40). У Полиграфији Вилијама Салмона (1673), „ружичасто жуто“ се помиње међу главним жутим пигментима (стр. 96), а читаоцу се даје упутство да га помеша са шафраном или серузом за њихове „тужне“ или „светле“ нијансе. 

### Соника
Ружичасти шум (узоракⓘ), такође познат као 1/f шум, у аудио инжењерству је сигнал или процес са спектром фреквенције тако да је спектрална густина снаге пропорционална реципрочној вредности фреквенције.

### Осветљење
- Узгојна светла често користе комбинацију црвене и плаве таласне дужине, које људском оку генерално изгледају ружичасто.[19]
- Ружичасти неонски натписи се углавном производе помоћу једне од две различите методе. Једна метода је употреба неонског гаса и плавог или љубичастог фосфора, који генерално производи топлију (црвенкасту) или интензивнију нијансу ружичасте. Друга метода је употреба мешавине аргона/живе и црвеног фосфора, који генерално даје хладнију (више љубичасту) или мекшу нијансу ружичасте.
- Ружичасте LED диоде се могу произвести на два начина, било са плавим LED-ом користећи два фосфора (жути за први фосфор, а црвени, наранџасти или ружичасти за други), или постављањем ружичасте боје на врх беле LED диоде. Промена боје била је чест проблем са раним ружичастим LED диодама, где су црвени, наранџасти или ружичасти фосфори или боје временом избледели, узрокујући да се ружичаста боја на крају помери ка белој или плавој. Ови проблеми су ублажени скоријим увођењем фосфора отпорнијих на блеђење.

### Инжењеринг
- Изолација коју производи Owens Corning је обојена у розе, а Пинк Пантер је његова корпоративна маскота. Компанија поседује заштитни знак за розе боју за изолационе производе како би спречила конкуренте да је користе, и прва је компанија у Сједињеним Државама која је боју као заштитни знак.[20]
- Амерички Приручник о униформним уређајима за контролу саобраћаја наводи флуоресцентну ружичасту као опциону боју за саобраћајне знакове који се користе за управљање инцидентима као алтернативу традиционалној наранџастој боји како би се разликовали од знакова грађевинских зона.[21]

## Галерија
У галерији су приказане ружичасте слике.
- Типично за фламингосе јесте управо њихова боја.
- Ова боја је постала популарна широм Европе од краја 18. века. Ова модна плоча настала је око 1780.
- Ружичаста је понекад повезана са екстраваганцијом и жељом да се буде примећен.
- Розе и бела боја заједно симболизују младост, нежност и невиност.
- Ружичаста у комбинацији са црном симболизује завођење. Мерилин Монро у приколици за филм Мушкарци више воле плавуше (1953).
- Најпродаванија шећерна вуна је розе боје, а добија се уз додатак индикатора.
- Банга куда је традиционални дезерт из Малезије. По правилу је прекривен ружичастим филом.
- Ружичаста канадска грађевина у Едмонтону, у Алберти, један од најпознатијих пословних објеката розе боје.
- Ројал хавајски хотел у Хонолулуу, на Хавајима, изграђен 1927, био је први хотел на Ваикики плажи. Специфичан је по розе боји која делује егзотично и даје контраст са плаветнилом мора и зеленим пејзажом.
- Палата Останкино изван Москве коју је у 18. веку саградио Петар Шереметев, тада најбогатији човек у Русији.

## Нијансе ружичасте
| српски назив      | енглески назив | пример | хексадецимална тројка |
| ----------------- | -------------- | ------ | --------------------- |
| Амарант           |                |        | #                     |
| Амарант ружичаста |                |        | #                     |
|                   |                |        | #                     |
| Бринк розе        |                |        | #                     |
| Кармин            |                |        | #                     |
| Каранфил          |                |        | #                     |
| Вишња             |                |        | #                     |
|                   |                |        | #                     |
|                   |                |        | #                     |
|                   |                |        | #                     |
|                   |                |        | #                     |
| Француско розе    |                |        | #                     |
|                   |                |        | #                     |
|                   |                |        | #                     |
|                   |                |        | #                     |
|                   |                |        | #                     |
| Боја лаванде      |                |        | #                     |
| Циклама-црвена    |                |        | #                     |
| Боја слеза        |                |        | #                     |
|                   |                |        | #                     |
|                   |                |        | #                     |
|                   |                |        | #                     |
| Пинк              |                |        | #                     |
| Тамносмеђа        |                |        | #                     |
| Розе              |                |        | #                     |
| Боја руже         |                |        | #                     |
|                   |                |        | #                     |
|                   |                |        | #                     |
| Жаркоружичаста    |                |        | #                     |
|                   |                |        | #                     |
|                   |                |        | #                     |